# На честь прав. Анни жіночий монастир
На честь прав. Анни жіночий монастир — жіночий православний монастир УПЦ (МП).

## Розташування обителі
Свято-Аннинська обитель розташована на вершині «Анниної гори» (304 м над рівнем моря), що у південному передмісті Вашківців на Буковині.

## Передісторія
Народне почитання «Анниної гори» сягає сивої давнини. Є свідчення, що чернече життя почало зароджуватись у цій місцевості ще під час перебування краю у складі Київської Русі. Проте, особливого розвитку так і не здобуло, а після монголо-татарської навали цілком занепало.

### Легенда Анниної гори
Свою назву пагорб на півдні Вашківців отримав у часи турецького володарювання. Іноземні загарбники практикували набіги на буковинські села, під час яких полонили молодих хлопців і дівчат, відправляли їх до Туреччини для продажу у рабство. За народними переказами, під час чергового нападу одна місцева дівчина, не бажаючи неволі, вирішила втекти у ліс. Знесилена, переслідувана поневолювачами, вона зупинилась біля старенької церкви на місці, де колись була жіноча обитель, й почала молитись про порятунок від знущань та рабства. Тим часом переслідувачі вже оточили місцевість, і почали підніматись до вершини. Шансів у дівчини не залишалось, і вона звернулась до Господа з проханням не віддавати її на поталу іновірцям, а краще забрати до себе. У ту ж мить небо затягнули чорні хмари, здійнявся сильний вітер, почалася злива з громом і блискавками. Водночас, земля на вершині розступилася і прийняла дівчину до себе. На поверхні залишились тільки її «шовкові коси», які розвіяв вітер.
Вже пізніше, на знак цього дива місцеві християни насипали на вершині могилу та встановили кам'яний хрест. Місце те почали називати — «Аннина гора». А шовковичну цілющу траву, яка росте на схилах, «аннині коси».
Невдовзі на горі з'явилося цілюще джерело. До місця почали йти хворі, які завдяки молитві та святій воді отримаували зцілення.

### Вашківецька холера
У 1894 році на Буковину прийшло лихо у вигляді холери. Проте, якщо у навколишніх селах випадки були поодинокі, то у Вашківцях хвороба набула масового характеру. Майже щодня вмирали кілька десятків чоловік. Жодні звичайні заходи не приносили очікуваних результатів. Переломним був момент, коли відразу кілька місцевих мешканців побачили дивний сон — «Діва Марія спустилась з неба на Аннину гору і помолившись наголосила, що коли люди молитимуться на цьому місці протягом двох тижнів, то хвороба відступить».
Вість про можливий порятунок миттєво розійшлася між людьми. Практично відразу всі місцеві християни (православні, уніати, католики) хресною ходою відправились на «Аннину гору», де, незважаючи на негоду, молилися та співали побожні пісні. Повернувшись на п'ятнадцятий день у місто, люди дізналися про те, що холера зникла і немає жодного хворого.
Незабаром власник землі на вершині «Анниної гори» (Дмитро Цюпало) пожертвував її для церковної громади, яка звела дерев'яну церкву на честь свв. рівноапостольних Костянтина та Олени.

### Часи войовничого атеїзму
У часи духовного занепаду, саме 3 червня (на свято рівноапостольного царя Костянтина і матері його цариці Олени), церква була знищена. Свідки події бачили, що раптово знепогодилось, у недіючу церкву влучила блискавка, і вона миттєво згоріла.
Через певний час Свята Гора зазнала чергової наруги. Атеїстична влада вирішила бульдозерами розрівняти землю. Всі хрести та інші святині були знищені. За свідченнями місцевих мешканців практично всі учасники наруги над святинями померли протягом року важкою смертю.
Незважаючи на жодні заборони, численні віруючі продовжували ходити на гору, й молитися там.

## Заснування Аннинської обителі
Справжнє відродження Святої Гори розпочалося у 1990-их р.р.. Перші черниці з'явилися на «Анниній горі» 1992-го р. Оселившись у викопаних землянках та отримавши благословення владики Онуфрія, сподвижниці приступили до розбудови жіночого монастиря на честь Св. прав. Анни. Очолила процес ігуменя Нонна (Ткачук).
17 липня 1992 року Чернівецька ОДА зареєструвала Статут Української православної Свято-Аннинської церкви, будівництво якої розпочали у 1994 році.
Перша будівля, пристосована для життя черниць, з'явилась 1997-го р., після чого сестри змогли залишити свої землянки.
Започаткований практично на порожньому місці, монастир дуже швидко розбудовується. Сьогодні вже практично завершено величний монастирський Собор Св. прав. Анни, з нижнім храмом свв.мчч. Макавеїв. Зведено дзвіницю, господарські приміщення, келії. Роботи по будівництву нових будівель тривають. Обитель розвиває підсобне господарство, обробляє виділені сільськогосподарські землі, має власну пасіку.
У монастирі живуть близько 20 черниць та кілька послушниць.
Аннинська обитель багата на святині. Однією з них є старовинна іконна Господь Вседержитель, подарована монастиреві благодійником (1999), який за великі кошти викупив її у Німеччині та повернув в Україну. Ікона є чудотворною — за повір'ям зцілює від раку, астми, допомагає вирішувати судові справи.
У монастирі зберігаються багато часточок мощів великих угодників Божих: свт. Миколая Чудотворця, свт. Григорія Богослова, свт. Івана Золотоустого, прп. Іова Почаївського та ін. В храмі свв. мчч. Маковеїв знаходиться кіот з частками святих мощей Хазевітських мучеників.
Щорічно на свято Маковея 14 серпня паломники тисячами відвідують монастир, щоб відсвяткувати Перший Спас, який нагадує про близьке завершення літа. Цього дня освячують хлібні колосся, садові квіти і, звичайно ж, головки маку. Вважається, що якщо подолати шлях (800 метрів) на Аннину гору на колінах, Бог подарує дітей бездітній жінці.